# Minimelanolocus obscurus
Minimelanolocus obscurus är en svampart som först beskrevs av Matsush., och fick sitt nu gällande namn av R.F. Castañeda & Heredia 2001. Minimelanolocus obscurus ingår i släktet Minimelanolocus, divisionen sporsäcksvampar och riket svampar.   Inga underarter finns listade i Catalogue of Life.